# كل العري سيعاقب (فلم برازيلي)
كل العري سيعاقب (فيلم برازيلي) (بالإنجليزية: All Nudity Shall Be Punished) (بالبرتغالية: Toda Nudez Será Castigada) فيلم برازيلي صدر في ديسمبر 1972، أخرجه أرنالدو جابور Arnaldo Jabor، والفيلم مقتبس من مسرحية تحمل نفس العنوان للكاتب نيلسون رودريغيز. بلغ عدد مشاهدي الفيلم 1737151 مشاهدًا، وهو رابع أكثر الأفلام مشاهدة لعام 1972، وفي نوفمبر 2015، دخل الفيلم إلى القائمة التي قدمتها الجمعية البرازيلية لنقاد السينما (Abraccine) لأفضل 100 فيلم برازيلي في كل العصور.

## طاقم التمثيل
- باولو بورتو: في دور هيركولانو
- دارلين جلوريا: في دور جيني
- باولو ساكس: في دور سيرجينيو
- باولو سيزار بيريو: في دور باتريسيو
- إيزابيل ريبيرو:؛ في دور العمة
- هوغو كارفانا: في دور مفتش الشرطة[8]

## أحداث الفيلم
يقود هركيولانو سيارة عائدًا إلى بيته، يحمل باقة ورد وينادي: «جيني»، ويدور في أنحاء البيت الضخم الراقي. يعثر الثري هركيولانو على جهاز تسجيل وعندما يشغل الجهاز، يستمع: «هركيولانو.. امرأة ميتة تتحدث اليك... لقد قتلت نفسي.. هل تظن إنك تعلم كل شيء؟ .. أنت لا تعلم شيء! ستعلم كل شيء الآن.. مني اليك.. من زوجتك». تعود الأحداث إلى بيت عمة هركيولانو، وهو في حالة حزن بعد وفاة زوجته السابقة وأم لإبنه سيرجينيو البالغ 18 عامًا. يحاول شقيق هركيولانو الفاشل والمفلس باتريسيو أن يساعد الشقيق الحزين وذلك لإستغلاله، وتعرف العمة أن باتريسيو يكره أخيه، فهو جالس يغني في البيت وهركيولانو يصرخ من الألم النفسي. يخبر باتريسيو عمته وأخته أن حل مشكلة هركيولانو ممكن جدًا، وذلك بمساعدة جيني بائعة الهوى، والتى يدين لها باتريسيو بمبلغ من المال. جيني تعمل مغنية في حانة وأيضا تستضيف الباحثين عن المتعة، وعندما يطلب منها باتريسيو أن تستقبل شقيقه، ترحب بذلك. يرفض هركيولانو الذهاب إلى بيت دعارة، ولكنه يذهب بعد جدال طويل وهناك يتناول كمية كبيرة من الشراب ويشارك جيني الفراش، ولكنه يستيقظ صباح اليوم التالي رافضًا لم حدث، ويغادر. يلتقي باتريسيو بجيني التي تصارحه إنها تظن أنها وقعت في حب شقيقه هركيولانو، ويؤكد لها باتريسيو أن عليها صد شقيقه ولاتسمح له بمعاشرتها الا بالزواج. يعاود هركيولانو الاتصال بجيني ويسبها، وتدعوه للحضور وعندما يصل عندها تسبه وتقوم بطرده. يلتقي هركيولانو بإبنه سيرجينيو عند قبر الزوجة الراحلة، حيث يتهم الأبن أبوه بنسيان الراحلة، ويصارحه هركيولانو بأن الرغبة الجنسية لدى كل رجل تفرض عليه الزواج وهو كاثوليكي لا يبحث عن علاقة محرمة. يلتقي هركيولانو بحبيبته جيني ويعرض عليها الزواج وتنطلق ترقص في وسط زحام الشارع، ويصطحبها لبيت ضخم ليكون بيت الزوجية، وتسعد بذلك كثيرًا، وتطلب من هركيولانو ممارسة الحب عند باب بيتها الجديد، ويرفض ويدعوها ليكون ذلك بعد الزواج وحفل الزفاف. يمر الوقت وتشكو جيني من وحدتها، ويعتذر هركيولانو عن إتمام الزواج لإنشغاله، وتثور جيني وتقرر أن ترحل وينتهي الشجار بينهم بممارسة الجنس في البيت وفي الحديقة، ويشاهد ذلك الأبن سيرجينيو، الذي يندفع هاربًا، وفي حانة رخيصة وهو مخمور، يتشاجر سيرجينيو مع بعض المشاغبين ليتم إحتجازه بقسم الشرطة.
يظهر سيرجينيو في الحجز بمظهر الشاب الوسيم الثري، ويبدأ المحتجزين بالتحرش به. تصل العمة إلى بيت هركيولانو وهي في حالة عصبية، حيث تجده مع جيني وتخبره أن سيرجينيو يرقد في المستشفي بعد أن إغتصبه لص بوليفي في قسم الشرطة. يهرع هركيولانو إلى المستشفي وتصر جيني على أن تصاحبه، وهناك يواجهه الأبن المصاب ويخرج الأب مهزومًا، وتطلب منه جيني مقابلة سيرجينيو، الذي يخبرها إنه لامانع عنده من زواجها من أبيه وأن تكون عشيقته هو. يقام حفل الزفاف وتصبح جيني زوجة هركيولانو، وعشيقة سيرجينيو، الذي يقرر السفر، وفي المطار تشاهده جيني يصعد الطائرة مع اللص البوليفي والإبتسامة على وجهه. تعود جيني لتسجل كلماتها الاخيرة بعد قطع شراينها والدم يملأ ثيابها.

## الإنتاج والإصدار
كما هو الحال في جميع أعمال الكاتب نيلسون رودريغيز، ينتقد ويتحدث عن نفاق العائلات التقليدية الثرية. تم التصوير في عام 1972، وطلب الموزع من الرقابة في 16 نوفمبر من نفس العام، تصنيف الفيلم للعرض في دور العرض، وبعد عدة مراجعات وفي 21 ديسمبر 1972، صرحت الرقابة بعرض الفيلم لمن أكبر من 18 عام.
تم إفتتاح الفيلم في مارس 1973 في دار عرض واحدة وهي «سين روكسي» في ريو دي جانيرو، وفي 20 يونيو من ذلك العام، أصدر لواء الشرطة الفيدرالية الجنرال أنطونيو بانديرا بيانًا بحظر العرض وطلب سحب جميع نسخ الفيلم من دور العرض. في الوقت نفسه، تم عرض الفيلم في مهرجان برلين الدولي، في ألمانيا، وبعد فوزه بالجائزة الدولية للمهرجان، إنتهى الفيلم بالعودة إلى دور العرض في البرازيل بعد فترة وجيزة من المنع.

## الجوائز
- مهرجان برلين 1973 23rd Berlin International Film Festival (ألمانيا):  فاز بجائزة الدب الفضي Silver Bear.
- مهرجان جرامادو 1973 (البرازيل): فاز بجائز كيكيتو، في فئتي أفضل فيلم وأفضل ممثلة (دارلين جلوريا)، وتكريمًا خاصًا للموسيقى التصويرية (الملحن أستور بيازولا).
- جوائز ابكا 1974 (البرازيل): فاز بجائزة أفضل تصوير سينمائي.

## وصلات خارجية
- toda-nudez-sera-castigada-all-nudity-shall-be-punished

- All Nudity Shall Be Punished

- All Nudity Shall Be Punished